# Aroon
Aroon é um indicador desenvolvido pelo Dr. Tushar Chande, em 1995, publicado no "Technical Analysis of Stocks & Commodities", em setembro de 1995, utilizado em Análise Técnica, também conhecida como análise gráfica, que indica antecipadamente a tendência e força do movimento de alta ou de baixa em um ativo ações (ou acções), Taxa de câmbio, comodites, etc.

## Como o Aroon funciona?
O indicador de Aroon leva em conta o número de dias desde de que o preço atingiu o maior ou menor valor em um intervalo de X dias, onde X é substituído pelo valor desejado.
Desta maneira, o indicador de Aroon é composto por duas linhas (usaremos 25 no lugar do X, como exemplo):
- Aroon de Subida (ou Aroon-Up) de 25 dias: mostra quantos dias se passaram desde que o preço registrou sua máxima nos últimos 25 dias
- Aroon de Descida (ou Aroon-Down) de 25 dias: mostra quantos dias se passaram desde que o preço registrou sua mínima nos últimos 25 dias

Apesar de ser considerado um oscilador de momento, o Aroon possui essência muito diferente dos demais, já que estes usam o preço em relação ao tempo enquanto o Aroon usa o tempo em relação ao preço.
Como sempre digo, os cálculos podem ser um pouco chatos, é verdade, porém são fundamentais para que você entenda o funcionamento deste indicador com perfeição. Muitos investidores ignoram esta etapa, e isso é errado.
Vamos lá:

## Como o Aroon é calculado?
Felizmente o cálculo do indicador Aroon é bastante simples e pode ser facilmente compreendido.
Ele é expresso em porcentagem para que esteja sempre padronizado (você pode sempre escolher o número de dias considerados), flutuando entre 0 e 100 ele representa a porcentagem do intervalo que está antes da máxima (ou a mínima) serem atingidas:
- Aroon-Subida (ou Aroon-Up) = ((25 – Nº de dias desde a máxima de 25 dias)/25) x 100
- Aroon-Descida (ou Aroon-Down)= ((25 – Nº de dias desde a mínima de 25 dias)/25) x 100

Desta forma, quando a máxima acabou de ser atingida o Nº será zero e o Aroon-Subida será 100. Caso a máxima tenha sido atingida a 25 dias atrás,  o Nº será 25 e o Aroon-Subida zero.